# Theobroma bicolor
Theobroma bicolor è una pianta fruttifera della famiglia delle Malvacee, originaria dell'America del Sud.

## Usi
L'albero è coltivato per produrre il pataste, un frutto molto simile al cacao, con scorza piuttosto dura al cui interno è contenuta una polpa zuccherina che circonda i semi. Nelle aree di origine vengono consumati sia la polpa, edibile anche cruda, per produrre bibite e marmellate, sia i semi che vengono mangiati una volta tostati.
Il pataste è un fruttifero che richiede un clima equatoriale, perennemente caldo e umido, ed è poco conosciuto al di là della sua terra di origine. Raramente è coltivato in Brasile dove prende il nome di "mocambo".